# Gian Marco Schivo
Gian Marco Schivo (Tolone, 6 maggio 1949) è un ex altista italiano, attivo negli anni settanta.

## Biografia
Specialista del salto in alto, nel 1971 conquistò in Turchia la medaglia d'oro ai Giochi del Mediterraneo di Smirne (Izmir). In precedenza aveva partecipato ai Campionati europei di Helsinki concludendo la gara al 15º posto con la misura di 2,08 m dopo aver saltato 2,12 m in qualificazione. Ha inoltre partecipato ai Campionati Europei Indoor di Sofia nel 1971 e di Grenoble nel 1972.
Allenato da Carlo Vittori, nel 1972 ottenne il suo primato con la misura di 2,17 m, un centimetro sotto il record italiano di Erminio Azzaro. Lo stesso anno partecipò alle Olimpiadi di Monaco di Baviera dove si classificò al 17º posto con la misura di 2,10 m, dopo aver saltato 2,15 in qualificazione. Nel '68 a Trieste e nel '72 a Roma vinse i campionati italiani assoluti.
Sua figlia Arianna pratica l'equitazione e ha partecipato alle Olimpiadi di Rio de Janeiro 2016 gareggiando nel concorso completo.

## Palmarès
| Anno | Manifestazione          | Sede   | Evento        | Risultato | Prestazione | Note |
| ---- | ----------------------- | ------ | ------------- | --------- | ----------- | ---- |
| 1971 | Giochi del Mediterraneo | Smirne | Salto in alto | Oro       | 2,11 m      |      |